# Jefe Apache
El jefe Apache es un Superhéroe de los Pueblos nativos americanos de varias de las historias de los Súper amigos, que fueron creados por Hanna-Barbera y basado en la serie del cómic del mismo nombre. Fue uno de los nuevos héroes añadidos (junto con Volcán negro, Rima la Chica de la Selva, El Dorado y Samurái) para aumentar el número de personajes no blancos en las filas Super Friends. Fue presentado por Michael Rye en la mayoría de sus apariciones, Regis Cordic en su debut y Al Fann en "History of Doom".
En la serie El desafío de los Super Amigos, El Jefe Apache fue visto en cada episodio excepto uno, pero había hablado en solo nueve de los dieciséis episodios de la serie. Su arca enemiga de la Legión de la Perdición fue Giganta, que también resulta ser un enemigo original de la Mujer Maravilla.

## Biografía del personaje ficticio
Al hablar la palabra Inyukchuk (pronunciado "E-nuk-chuck" que significa "Big Man"), Apache podría llegar a tamaños ilimitados. En un episodio titulado "Coloso", el jefe Apache grita "Eh-neek-chuk" para crecer a muchas veces el tamaño de la Tierra, haciéndose capaz de luchar contra el Coloso, una criatura espacial titánica que arrancó la Tierra de su órbita y la colocó En una botella de vidrio pequeña (relativa a él). Originalmente sus poderes tribales limitaron su crecimiento a solamente 50 pies de alto. Sin embargo, en un episodio, "El hombre en la luna", él utilizó el conocimiento de Átomo del tamaño atómico y podía aumentar su crecimiento al tamaño ilimitado. Entonces fue capaz de crecer hasta 1/5 del tamaño de la tierra, con un pie del tamaño de todo el este de Estados Unidos y derrotó a la criatura, enviándola de regreso dentro de la luna. También hablaba en idioma inglés de una manera estereotipica de los indígenas (con los verbos en infinitivo, como "Yo ser Jefe Apache") y recitó vagamente filosofía americana nativa. En los episodios de 1978, "Revenge on Gorilla City" y "The Time Trap", y el episodio corto de 1984 titulado "The Village of Lost Souls", se demostró que El Jefe Apache también tenía una capacidad de rastreo excepcional.
El origen del Jefe Apache, fue mostrado como una grabación en el episodio "History of Doom", fue así: aun siendo un joven valiente, se fue a dar un paseo con el jefe de su tribu. Los dos hombres son rápidamente atacados por un oso grizzly, pero el jefe, reconociendo que el joven valiente podría estar listo para una prueba como esta, le da al hombre más joven una bolsa de un polvo mágico especial que ampliará los pensamientos y habilidades del usuario un céntuplo. El joven resuelve ser fuerte y valiente (escuchando el consejo del jefe de que todo lo que en su mente está en su mente en ese momento será amplificado por el polvo), y rociándose con el polvo e invocando la frase mágica "Eh-neeek-chock" , Crece a cincuenta pies de tamaño, más fuerte y más valiente. Él dispone del oso sin violencia, demostrando que ha pasado la prueba. Desafortunadamente, un transeúnte es testigo de todo el asunto y roba el polvo con un lazo. A pesar de que el jefe le decía que su mente era malvada, ella lo usa en sí misma y se convierte en la Giganta maligna, proclamando: "Tus cincuenta pies de bien ahora son igualados por mis cincuenta pies de maldad!" El alcance de su poder es desconocido.
Variaciones de las Palabras Mágicas: En-Neeek-Chock, Inukchuk, Inuck-Ch-Uck. La ortografía puede variar, pero el resultado es el mismo.

## Otras versiones
En los cómics, un personaje similar llamado Manitou Raven fue creado como un homenaje a él y se unió a la JLA canon. Al igual que el jefe Apache, Manitou Raven y más tarde, la viuda de Manitou, Manitou Dawn, se ha visto que dicen "Inukchuk" cuando lanzan hechizos o invocan poderes.

## En otros medios

### Televisión
- Este personaje fue expresado por Regis Cordic en el primer episodio de La nueva hora de aventura de los Súper Amigos,[2] pero Michael Rye expresó a Apache Chief en el resto de los episodios, así como en El Desafío de los Super Amigos.[3]
- El jefe de Apache aparece varias veces en Harvey Birdman, abogado en la ley, expresado por Maurice LaMarche. Él es uno de los pocos héroes en el show que realmente hacen el trabajo de superhéroes, aunque admite tomar varios trabajos extraños para llegar a fin de mes (incluyendo, pero no limitado a películas pornográficas). Primero aparece como el sujeto del episodio "Lesión Muy Personal". Después de salvar la Tierra usando un poste telefónico para desviar una bola de fuego, entra en una cafetería para comprar café. Se derrama café caliente en su regazo, lo que le impide "crecer más grande" (un doble sentido que se convierte en una mordaza corriente). Trata de demandar a la cafetería que sirvió la bebida (una parodia de Liebeck v. McDonald's Corp.), pero el caso se deja caer cuando el hermoso dueño hace un discurso apasionado en la corte acerca de su situación, lo que le hace sentirse "emocionado" Que su poder regresa. Él también hace varias apariciones esporádicas en el fondo de otros episodios, y ahora tiene un miedo profundo del café y de otros líquidos calientes.
- En la Liga de la Justicia Ilimitada, el personaje Gran Sombra se basa directamente en el Jefe Apache y es expresado por Gregg Rainwater. Aquí es miembro de los Ultimen (el grupo en sí es una referencia a los Super Amigos). Gran Sombra tiene la capacidad de aumentar su tamaño, aumentando su fuerza (también demuestra fuerza sobrehumana, luchando con hombres de lava mano a mano, incluso antes de crecer). También obtiene audiencia mejorada. Gran Sombra se presenta como el miembro más inocente y desinteresado de los Ultimen, una cualidad que lo distingue de sus compañeros algo codiciosos y atrapa la atención de la Mujer Maravilla. También es el único miembro del Ultimen que expresa su interés en unirse a la Liga de la Justicia, los otros están más preocupados por las recompensas materiales de su actual acuerdo. Cuando el equipo descubre que son clones y que su estructura celular se está rompiendo, Gran Sombra sigue siendo la voz de la razón mientras los otros se vuelven cada vez más inestables, Dragon de viento  en particular. Cuando no pueden encontrar una curación, sus compañeros de equipo comienzan a destruir el edificio que sirve como su sede para encontrar a Amanda Waller. Gran Sombra ayuda a evacuar a los civiles del edificio, luego intenta razonar con Dragon de viento cuando decide destruir la Liga de la Justicia. Después de que todos, menos Dragón del Viento son derrotados, Gran Sombra lo convence de dejar de pelear, citando la antigua apreciación de Dragón del Viento de la Liga de la Justicia como héroes. Los Ultimen son encarcelados por el Proyecto Cadmus, pero Gran Sombra se le permite permanecer con la Liga de la Justicia (gracias a los esfuerzos de Mujer Maravilla y Batman) por el resto de su vida clon. Gran Sombra muere en algún momento entre este episodio y "Pánico en el Cielo". Numerosos clones de Gran Sombra y los Ultimen aparecen en "Pánico en el Cielo" cuando Galatea y el último ejército atacan a la Atalaya de la Liga de la Justicia. Algunos de los clones de Gran Sombra son derrotados por Atom Smasher.
- El Jefe Apache y Gran Sombra son ambos aludidos en la serie Justicia Joven: Invasión! en el episodio "Beneath". Tye Gran Sombra (expresado por Gregg Rainwater) y Holling Longshadow aparecen visualmente similares al jefe Apache. Holling es un anciano caballero, que vive en un parque de RV llamado Happy Trails. Se refiere a su nieto desaparecido Tye como él mismo, procedente de una larga fila de jefes apaches, en una conversación con Jaime Reyes, que está buscando al adolescente desaparecido. Se revela en un episodio posterior que Tye tiene el "meta-gene", una capacidad para superpotencias, que le permite proyectar una versión "astral" de sí mismo que puede crecer varios metros de altura.[4] En Runaways, él y sus compañeros abducidos huyen de Laboratorios S.T.A.R. cuando se enferman de la prueba constante. Sus poderes se manifiestan completamente como una forma etérea colosal que envuelve su cuerpo, reflejando los poderes de crecimiento originales del Jefe Apache. Al principio no puede controlar sus poderes, pero aprende a concentrarse. Él y los otros fugitivos son detenidos por Blue Beetle quien le revela que es su amigo Jaime, convenciéndoles de que lo escuchen. Tye y los otros fugitivos regresan a los laboratorios S.T.A.R para ayudar a Blue Beetle a luchar contra el Volcán Rojo (que es después del Amazo desarmado) salvando a los científicos y al personal. Cuando Blue Beetle ignora el daño potencial que está causando durante la batalla, e intenta llevarlos a la fuerza con él, Tye y los otros escapan. El grupo regresa a la estación de autobuses que habían destruido en su escape anterior (aludiendo al escondite de Static) y son atendidos por Lex Luthor, que los recluta para convertirse en el propio equipo de agentes de la Luz. Tye aparece entonces en "The Hunt", donde él y los otros destruyen todo lo que está a la vista relacionado con el Reach, aunque está más preocupado por llegar al Reach por su correcta creencia en el hecho de que el escarabajo de Jaime Bajo su control. Él se une a sus amigos en el intento de rescatar al equipo, que han sido capturados y encarcelados en Warworld (ahora bajo Reach Control), y lucha tanto con los agentes del buque como con Black Beetle. Después de que todo el mundo sea rescatado gracias a la intervención del Arsenal, Nightwing ofrece a los fugitivos un lugar en el equipo y planea lanzar al Arsenal por su imprudencia a pesar de haber salvado a los secuestrados, pero este último se niega y se va. Después de que el Arsenal los convenza de que Luthor no es bueno, Tye y los otros salen por su cuenta con el Arsenal.

### Película
- En la película de televisión, Scooby-Doo y la máscara de Fabulman, el jefe Apache hace una apariencia del camafeo.
- En la película de The Lego Batman Movie el Jefe Apache hace un cameo.[5]
- En la película de Wonder Woman, un personaje con rasgos parecidos al Jefe Apache aparece como el Jefe Napi, siendo una reminiscencia al personaje de la serie animada de los Super Amigos, interpretado por el actor mestizo canadiense Eugene Brave Rock.

### Parodias
- En el episodio de Robot Chicken titulado "S & M Present", Britney Spears y sus secuaces de música pop se funden en un gigante para pelear contra Joey Fatone, entrenado por Pat Morita y "Eh-neeek-chock!" Se pueden escuchar mientras se combinan.
- El Jefe Apache tuvo un cameo en el episodio de Padre de familia "PTV", ayudando a Peter a colocar una antena parabólica en su techo. Después, no teniendo nada más que hacer, dice abatido, "ese fue el punto álgido de mi día" y decide jugar. En "Love, Blactually", Glenn Quagmire usa el eslogan de Apache en referencia a su pene, que luego se supone que se agranda con los efectos de sonido que acompañan a la frase.
- En el episodio de Los hermanos Venture titulado "Bright Lights, Dean City", Dean Venture ayuda a coordinar entrevistas para nuevos candidatos para la sociedad de la venganza. Uno de los candidatos suplanta al jefe Apache aplaudiendo y de pie sobre sus dedos del pie, fingiendo que puede crecer más grande.

### Juguetes
El Jefe Apache es la compilación-figura de "Collect & Connect" en la serie 18 de Mattel's DC Universe Classics.
También apareció en la segunda serie de minifiguras de la Película de LEGO Batman, producida por LEGO en 2017.